# Weergang

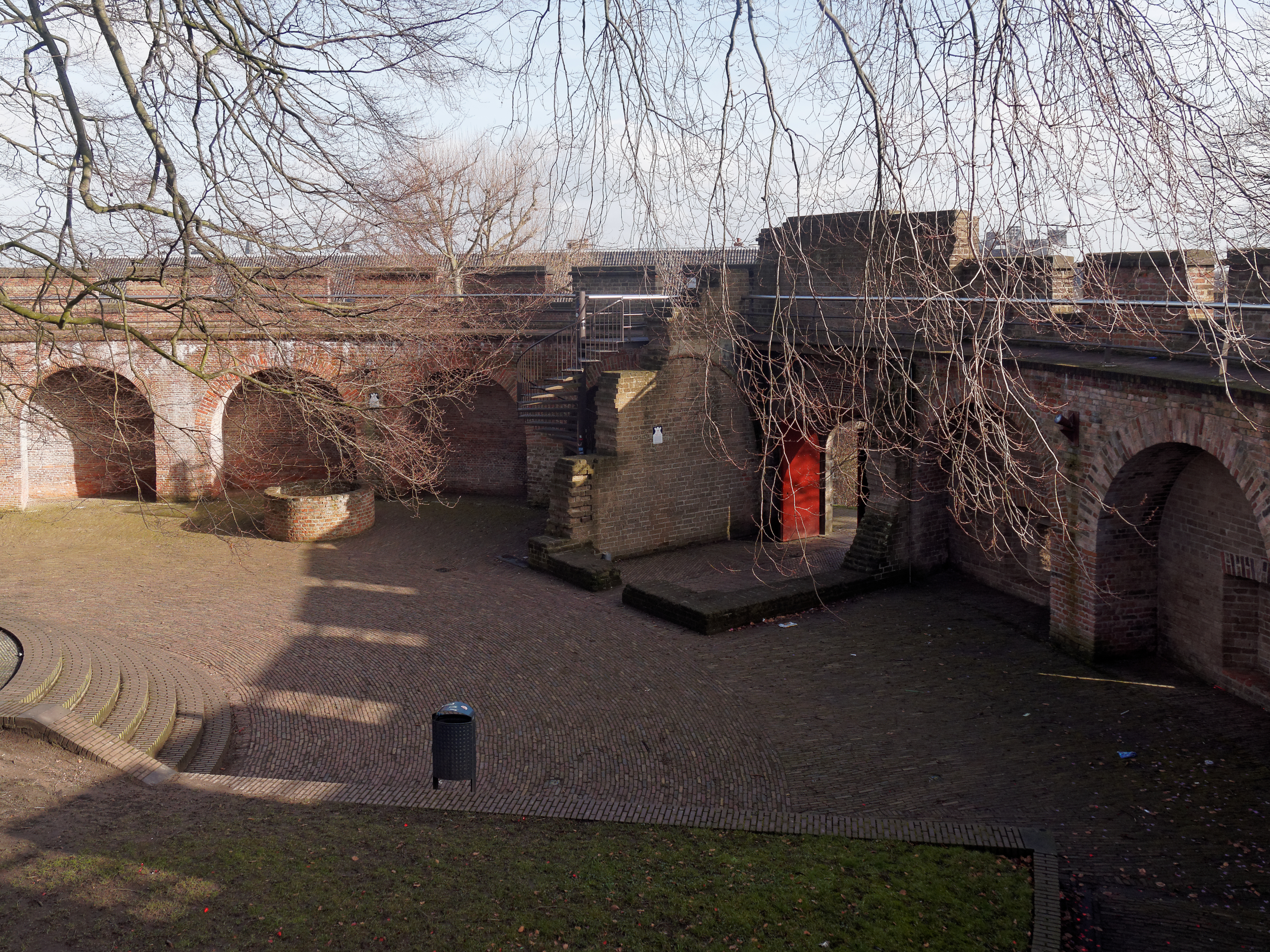
De ringwalburcht van Leiden met een weergang op spaarbogen.

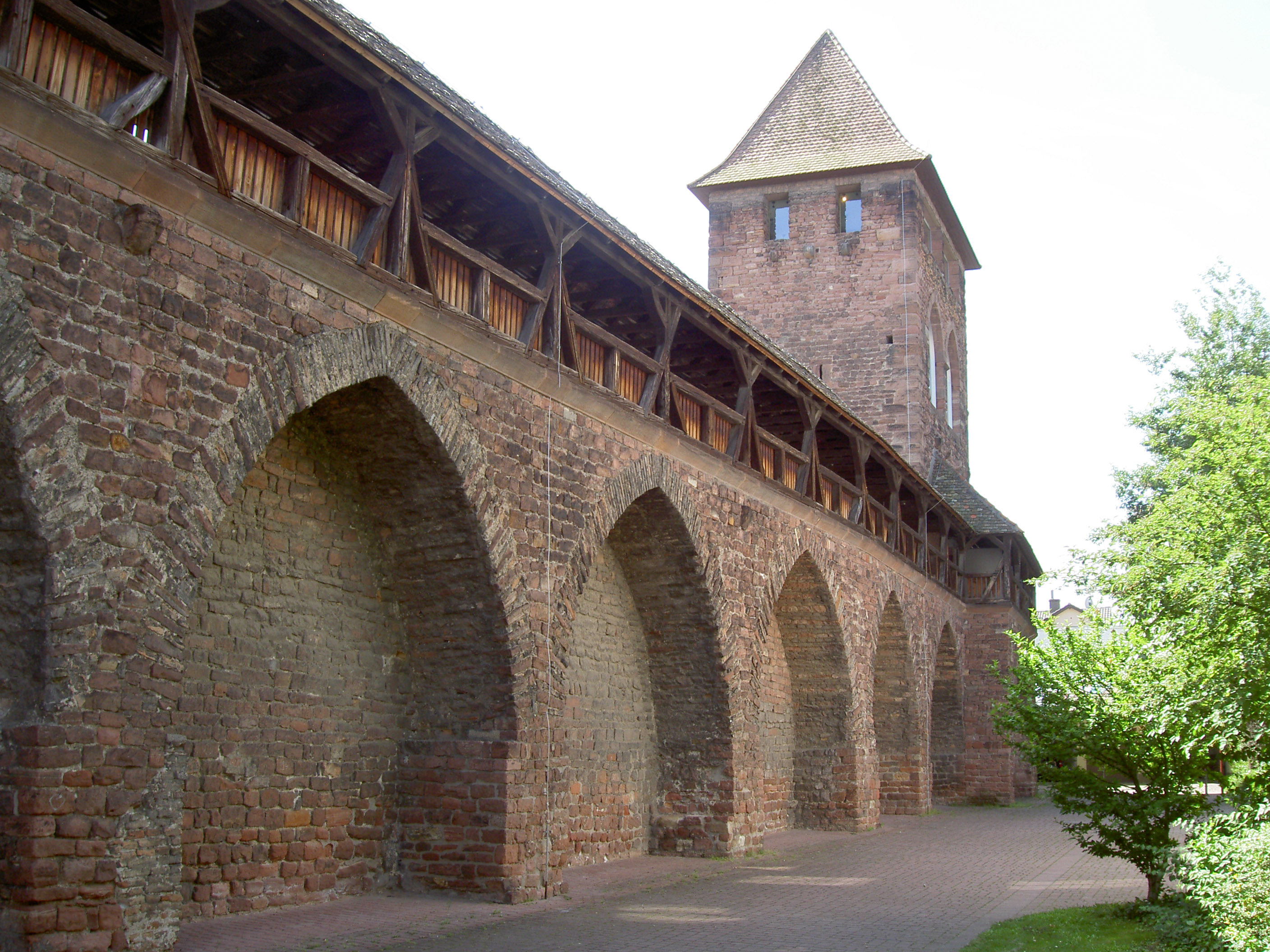
Een overdekte weergang zoals bij de stadsmuur van Worms aan de stadszijde.

Een weergang is een al dan niet overdekte gang of omloop die boven aan de binnenzijde van een middeleeuwse vestingmuur of een verdedigbaar bouwwerk is aangebracht. Het is de ruimte waar de verdedigers, meestal over de gehele lengte van de muur, kunnen lopen en vechten om een vijandige aanval van de veldzijde op de vesting of het bouwwerk te kunnen afslaan. 
De weergang wordt beveiligd door een borstwering die meestal is opgebouwd uit kantelen en schietgaten. Bij een aan de veldzijde uitkragende weergang met borstwering werd deze vaak van een werpgang met werpgaten voorzien om bij bestorming de muur of de toegangspoort de vijand van boven met stenen te kunnen bekogelen of met pek te overgieten. De gang achter langs de kantelen rust meestal op spaarbogen.
Er zijn twee uitvoeringen voor een weergang; de stenen versie, die machicoulis wordt genoemd, en de houten versie bekend als de hordijs. Deze laatste was meestal een tijdelijke uitvoering die in spannende tijden over de weergang heen werd gebouwd en zodanig was uitgevoerd dat men zowel achter als vóór de kantelen kon lopen.
De bouwwerken die vroeger werden voorzien van een weergang waren meestal muurtorens, burcht- en stadspoorten en donjons. 